# Distrito de Sangarará
El distrito de Sangarará es uno de los siete distritos que conforman la provincia de Acomayo, ubicada en el departamento del Cuzco,  bajo la administración el Gobierno regional del Cuzco. Desde el punto de vista de la jerarquía eclesiástica católica está comprendida en la arquidiócesis del Cuzco.

## Historia
Según historiadores de época, los primeros pobladores del distrito de Sangarará formaban parte del grupo étnico de origen aimara conocido como los kanchis, que integrando ayllus fueron los primeros en apoderarse del área actualmente denominado como la «pampa» desde la época preincaica, atraídos seguramente por sus hermosas campiñas y sus riachuelos, en medio de un panorama cautivante y majestuoso.
Con la incorporación de los Kanchis al Imperio Incaico, Sangarará quedó unido al destino e historia del Tahuantinsuyo y se convirtió en uno de los más importantes huamanis del Collasuyo.
Al producirse la invasión española, y desde el 15 de noviembre de 1533, fecha en que estos se apoderaron del Cuzco, la región sufre una agresión capital dado que el español establece una rigurosa dominación habitando las ciudades y repartiéndose a sus habitantes junto con las tierras de cultivo en el campo. Luego de la fundación española del Cuzco (23 de marzo de 1534), Pizarro repartió encomiendas en los antiguos huamanis que conformaban los cuatro suyos. Sangarará, que estaba comprendido dentro del «huamaní» Cana-Kanchi, fue encomendado al conquistador español capitán Rodrigo de Esquivel y Cueva.
En 1563, sobre la base de las encomiendas que habían sido repartidas en el territorio Cana-Kanchi, fue creado el «corregimiento de Tinta» (conocido también como Canas-Canchis), siendo comprendido Sangarará dentro de este Corregimiento hasta 1629 en que pasa a formar parte del corregimiento de Quispicanchi.
Durante la administración del virrey Francisco de Toledo, entre los años 1570 y 1575, los españoles obligaron a los ayllus de Sangarará -que hasta entonces habitaban la zona en forma dispersa y sin criterio de núcleo urbano- a abandonar sus aldeas primitivas para concentrarse en nuevos «pueblos indios» planificados para ellos, llamados reducciones, asignándoseles un doctrinero para evangelizarlos y educarlos. De esta manera se constituye el Curato o Doctrina de Sangarará y que estaba conformado por los pueblos de Acopia, Yananpampa, Marcaconga y Sangarará, siendo considerado este último como «cabeza de Doctrina» por ser el más importante y de mejor ubicación, y en donde residía el cura doctrinero.
A partir del 1 de julio de 1784, fecha en la que se crean las Intendencias y los Corregimientos se convierten en Partidos, hasta la Independencia del Perú la Doctrina de Sangarará perteneció al Partido de Quispicanchi.
Cuando se da inicio a la vida republicana, la Constitución del 12 de noviembre de 1823 convierte las intendencias en departamentos, los partidos en provincias y las Doctrinas en distritos. Sangarará perteneció a la provincia de Quispicanchi hasta el 22 de febrero de 1861.
El «histórico y acogedor» Distrito de Sangarará fue creado por Ley del 23 de febrero de 1861, siendo Presidente de la República el Mariscal don Ramón Castilla. Pertenece a la provincia de Acomayo y Departamento del Cuzco.  Al momento de su creación política, el Distrito de Sangarará, estaba conformado por los pueblos de Sangarará, Marcaconga y Yanampampa; posteriormente se adicionaron los pueblos de Chilchicaya y Unión Chahuay. En el sistema administrativo nacional, el «Benemérito Pueblo de Sangarará» es la capital del distrito y tiene como anexos a los pueblos antes citados, los mismos que a la vez constituyen Comunidades Campesinas.
Cabe hacer mención que, por ley N.º 2858 del 23 de noviembre de 1918, se trasladó la sede de capital del Distrito de Sangarará hacia el pueblo de Marcaconga sin justificación alguna. Esta ley, nefasta para los intereses del Pueblo de Sangarará, fue gestionada por el acomaíno José Ángel Escalante quien había ocupado el cargo de diputado por Acomayo hasta en cuatro oportunidades. En 1923, durante el gobierno de Leguía, Escalante fue apresado y confinado en la isla San Lorenzo. Salió de prisión gracias a Leguía y se convirtió en leguiista, asumiendo dentro de este régimen una orientación pro indígena, mesocrática y populista, haciendo una utilización pragmática del «asunto del indio» para lograr objetivos políticos personales.
Luego de 48 años, por Ley N°15768 del 6 de diciembre de 1965, siendo presidente de la república el arquitecto Fernando Belaúnde Terry, se restituyó al pueblo de Sangarará la sede de la capital de distrito, realizándose la ceremonia de restitución el 20 de febrero de 1966, en el pueblo de Sangarará y contó con la presencia del prefecto del Cuzco, Dr. Felipe Paredes.
A diferencia de su posterior aislamiento republicano, Sangarará durante la época colonial era paso obligado del gran Camino Real Cuzco - Alto Perú. Como hecho trascendental de esa época podemos mencionar que el 18 de noviembre de 1780, Sangarará fue escenario de la sangrienta batalla de Sangarará que tuvo como teatro el atrio y la iglesia de éste pueblo, gesta precursora de la Independencia Nacional protagonizada por Túpac Amaru II, constituyendo la más famosa rebelión que tierra americana viera hasta entonces. Precisamente debido a este hecho, el Pueblo de Sangarará fue declarado como Pueblo Benemérito por Decreto Ley N.º 19638 del 5 de diciembre de 1972, siendo Presidente el General de División EP Juan Velasco Alvarado.

### Batalla de Sangarará
José Gabriel Condorcanqui, autoproclamado como Túpac Amaru II, ante la injusta situación de sus compatriotas y al fracasar en sus reclamos reformistas, se sublevó en Tinta la noche del 4 de noviembre de 1780, capturando al corregidor Antonio de Arriaga, a quien mandó ejecutar el 10 de noviembre en la Plaza de Tungasuca.
La noticia causó gran revuelo en el Cuzco y se convocó de inmediato una Junta de Guerra que organizó una expedición militar de 1,500 hombres convenientemente armados y las envió el día 14 contra el foco rebelde de Tinta, al mando del Corregidor Cabrera y del Gobernador Tiburcio Landa.
Túpac Amaru, al recibir noticias del veloz avance de una expedición virreinal que se hallaba ya a medio camino, por la vía de Sangarará, decidió adelantarse a fin de cortar la ofensiva.
El Corregidor Cabrera desobedece la orden de hacer alto en Urcos y forzando de manera imprudente su marcha, llegó a Sangarará por la vía llamada Qosqoñan a las tres y media de la tarde del día viernes 17.
Las tropas realistas acamparon en la plaza engrosando sus efectivos con 400 indios que llegaron al mando de los caciques de Acomayo, Acos, Pirque, Guayqui, Rondocan, Pomacanchi y del propio pueblo de Sangarará. Se leyó un Bando haciendo presente el horrible delito de Túpac Amaru y ofreciendo 2,000 pesos de recompensa y honores de nobleza a quien entregase vivo o muerto al caudillo. Acto seguido se señaló cuarteles a las compañías en diversas parte, conforme a la proporción de chozas y casas del lugar. 
Mientras los virreinales se adueñaban del lugar, Túpac Amaru -con hábil estrategia- logró despistar a los realistas y crear el convencimiento que huía desaforadamente.
A las siete de la noche, se tuvo noticias de que Túpac Amaru avanzaba sobre Sangarará, se formó entonces Consejo de Guerra. Tiburcia Landa propuso que las tropas se parapetasen sobre el morro Pregonana Mocco, ubicado a espaldas de la iglesia, ventajosa posición que permitía dominar el camino por donde forzosamente pasaría el enemigo si intentaba ingresar al pueblo.
Cabrera contradijo este parecer, sosteniendo que lo mejor era fortificarse en la iglesia, cuyo cementerio estaba rodeado por una pared con arcos que podía ser utilizada como trinchera, y ya también por el mejor abrigo, acogida y proporción para cocinar que ofrecía ésta a los soldados; fatigados por la marcha de siete leguas que acababan de avanzar y haber salido en ayuno de la Hacienda Huaraipata. Tras un breve cambio de ideas, la mayoría apoyó la opinión del Corregidor Cabrera.
Túpac Amaru, que no se había distanciado mucho, llega sorpresivamente a Sangarará a las cuatro y media de la madrugada del 18 de noviembre, guiado bajo buena luna, con un ejército de indios y mestizos calculable en 6000 hombres. 
Los rebeldes atacan con piedras a los realistas, arrojadas con hondas desde atrás de una pared que correspondía a la parte del sagrario de la iglesia, lo que impedía ver a los atacantes. Al descubrir el Corregidor Cabrera que estaban rodeados, ordenó ingresar en el templo. Lo hicieron con tanta prisa que algunos cayeron, muriendo pisoteados. Momentos después los realistas enviaron un emisario para indagar las intenciones de Túpac Amaru quien pide que los criollos y mestizos pasen a sus filas y exige la rendición de los españoles. Muchos de los mestizos presentes pretendieron acogerse al perdón; en uso del rigor militar, algunos de ellos fueron victimados de inmediato por los virreinales cuando intentaban abandonar la iglesia. Es decir, la acción bélica no fue inmediata, estuvo precedida por un proceso de negociación, el cual fracasó.
Agotados los medios persuasivos, empezó la batalla con una pedrea de los atacantes contra el improvisado reducto de la iglesia. La fusilería de los rebeldes actuaba con eficacia, mientras la artillería de los sitiados carecía de espacio suficiente para que su acción resultara efectiva. En los momentos más intensos de la batalla explotó el polvorín de los españoles, volando parte del techo, desplomando una pared y pereciendo muchos hombres aplastados o abrasados por el fuego. Los sitiados se defendían desesperadamente desde el interior de la iglesia con disparos de fusilería por las ventanas. Enardecidos los atacantes por tan porfiada resistencia, siendo las ocho y media de la mañana de ese día, incendiaron lo restante del techo de la iglesia. Propagado el fuego, la resistencia se fue haciendo imposible y la gente que estaba dentro de la iglesia, se arrojaron a salir por no perecer en el incendio y al salir eran muertos a palos, pedradas y rajonazos; y los que por temor no salían, se abrazaban adentro y milagrosamente se escaparon. La batalla culminó al mediodía. Después de seis horas de agotadora lucha, quedó sellada la victoria de Túpac Amaru.
Contra lo esperado por los vencidos, Túpac Amaru mandó curar a los heridos y trató amistosamente a los prisioneros indios, criollos o mestizos. Además, entregó al cura de Sangarará doscientos pesos para que enterrase a los muertos.
De la expedición virreinal, casi todos perecieron: más de setecientos según el obispo del Cuzco. Quizás los caídos fueron menos, porque algunos indios virreinales lograrían huir en medio del desorden; otros heridos, tal vez salvarían. Después que Túpac Amaru se fue para Pomacanchi, el cura de Sangarará contó trescientos noventa y cinco muertos que estaban tendidos en las calles, plaza e iglesia, cuyo arquitrave y techo se vinieron abajo. Las bajas tupacamaristas no llegaron ni a veinte.

## Geografía
El Distrito de Sangarará se encuentra ubicado en la Sierra Sur del país, entre las coordenadas Geográficas de 13°56′34″ de latitud sur y 71°36′08″ de longitud oeste con respecto al meridiano de Greenwich. Está asentado a una altitud de 3763 m s. n. m., y tiene una superficie de 78,29 km².

## Autoridades

### Municipales
- 2023-2026[2]
  - Alcalde: Jorge Luis Castro Salazar

### Policiales
- Comisario:

## Festividades
- Feria Kullupata.
- Creación Política del Distrito de Sangarará - 23 de Febrero.
- Festividad en honor a la Santísima VIRGEN DEL ROSARIO. Fiesta patronal del Benemérito Pueblo de Sangarará que se celebra el 7 de octubre de cada año, conocida también como la fiesta de la Pata Mamacha por estar ubicada su capilla en Rosario Moqo.  El día 6 que es la víspera, tiene lugar la llamada velada en la capilla.  Luego a primera hora del día 7, la Virgen es sacada en procesión por el "cargoyoc" hasta la iglesia del pueblo, donde se oficia una misa y al término de la misma, es sacada nuevamente en procesión para recorrer la plaza de Sangarará, al compás de la diana de músicos y acompañada por diferentes comparsas, autoridades y público en general.  En horas de la tarde se lleva a cabo la tradicional corrida de toros en la plaza de toros del pueblo.